# Smedstorps slott
Smedstorps slott är ett slott i Smedstorps socken i Tomelilla kommun.
Smedstorp ligger öster om Tomelilla. Slottet, som ligger i en park strax intill den lilla Smedstorpsdammen, var på 1500-talet en stor slottsanläggning. Nu återstår av den fordom kringbyggda gården endast borgens västra länga. Slottet är inte tillgängligt för allmänheten.

## Historia
Smedstorp hör till de äldre skånska godsen och innehades 1313-1589 av ätten Bing. Anders Bing, den siste företrädaren för ätten, hade Jakob I av England som gäst. Kungen förärade honom en dikt som kan läsas på Anders Bings gravmonument vid Smedstorps kyrka. Egendomen hade sedan olika ägare i släkterna Quitzow, Bülow och Kruus.
År 1640 ägdes Smedstorp av Jochum Gersdorff. Då Skåne 1658 blev svenskt bytte han sina skånska gods mot danska. De skånska godsen lämnades åt svenska kronan som ett av Bornholms vederlagsgods. Till 1713 innehades Smedstorp på längre eller kortare tid av svenska officerare. 1716 mottogs det som pant av kamrer Peter Monthan. Det såldes 1781 av hans son till överstelöjtnant Nils Wilhelm Meck, som styckade godset. Det återköptes i början av 1800-talet av general Carl Gustaf von Platen. 
År 1820 köptes slottet av handelsmannen och riksdagsmannen Jöns Peter Hemberg, och ägdes sedan av familjen Hemberg i tre generationen fram till 1895 då författaren och jägmästaren Eugen Hemberg blev den siste i familjen att inneha godset.